# Tjokoba
Tjokoba (bulgariska: Чокоба) är ett distrikt i Bulgarien.   Det ligger i kommunen Obsjtina Sliven och regionen Sliven, i den centrala delen av landet, 250 km öster om huvudstaden Sofia.
Trakten runt Tjokoba består till största delen av jordbruksmark. Runt Tjokoba är det ganska tätbefolkat, med 214 invånare per kvadratkilometer.